# Eugenio Russo
Eugenio Russo (* 22. Januar 1946 in Rom) ist ein italienischer Archäologe.

## Leben
Eugenio Russo studierte an der Universität Bologna, wo er 1968/69 mit einer Dissertation zu der Kirche Sant’Agata Maggiore in Ravenna promoviert wurde. Er lehrte zunächst an der Universität Cassino und dann von 1998 bis zu seinem Ruhestand 2016 als Professor für frühchristliche und frühmittelalterliche Kunst an der Facoltà di Conservazione dei Beni Culturali der Universität Bologna mit Sitz in Ravenna.
Sein Forschungsgebiet ist die Architektur und Bauplastik der Spätantike und der frühbyzantinischen Zeit.
Russo ist korrespondierendes Mitglied der Accademia delle Scienze dell’Istituto di Bologna sowie korrespondierendes Mitglied des Deutschen Archäologischen Instituts (2004).

## Veröffentlichungen (Auswahl)
- Sculture del complesso eufrasiano di Parenzo. Ed. Scientifiche Italiane, Neapel 1991, ISBN 88-7104-286-7
- mit Renate Pillinger, Otto Kresten, Friedrich Krinzinger (Hrsg.): Efeso paleocristiana e bizantina – Frühchristliches und byzantinisches Ephesos. (= Denkschriften. Österreichische Akademie der Wissenschaften. Philosophisch-historische Klasse Bd. 282). Verlag der Österreichischen Akademie der Wissenschaften, Wien 1999, ISBN 3-7001-2862-2
- L’architettura di Ravenna paleocristiana. Istituto Veneto di Scienze Lettere ed Arti, Venedig 2003, ISBN 88-88143-23-8
- (Hrsg.): 1983–1993: dieci anni di archeologia cristiana in Italia. Atti del VII Congresso nazionale di Archeologia Cristiana. Cassino, 20.–24. September 1993. Università degli Studi di Cassino, Cassino 2003. ISBN 88-8317-010-5
- Sulla cronologia del S. Giovanni e di altri monumenti paleocristiani di Efeso (= Denkschriften. Österreichische Akademie der Wissenschaften. Philosophisch-historische Klasse Bd. 400). Verlag der Österreichischen Akademie der Wissenschaften, Wien 2010, ISBN 978-3-7001-6558-3
- Le decorazioni di Isidoro il Giovane per S. Sofia di Costantinopoli. Viella, Rom 2011, ISBN 978-88-8334-688-0
- mit Mustafa Büyükkolancı: Sculture della prima basilica di San Giovanni a Efeso. Spoleto 2011, ISBN 978-88-7988-958-2
- Ricerche su S. Sofia di Costantinopoli. Bononia University Press, Bologna 2018, ISBN 978-88-6923-373-9
- Indagini e studi su S. Maria di Pomposa (1982–2012). Edizioni Espera, Monte Compatri 2019, ISBN 978-88-99847-24-1
- La scultura bizantina in Sicilia. Edizioni Espera, Monte Compatri 2023, ISBN 978-88-99847-64-7
- La chiesa di S. Irene, la peste del 542 e la scultura della seconda metà del VI secolo a Costantinopoli. Edizioni Espera, Monte Compatri 2023, ISBN 978-88-3381-428-5